# تیبوتوگودا
تیبوتوگودا (به لاتین: Tibbotugoda) یک منطقهٔ مسکونی در سری‌لانکا است که در استان مرکزی (سری‌لانکا) واقع شده‌است.